# 鄧洹
鄧洹（1464年—？），字宇清，直隸常州府無錫縣軍籍，大同中屯衛人，明朝政治人物。

## 生平
順天府鄉試第九名舉人。弘治九年（1496年）中式丙辰科會試第二百十八名，二甲第七十六名進士。

## 家族
曾祖鄧明善；祖父鄧友仁；父鄧文忠，前母許氏；前母張氏；母林氏。永感下。